# Степановы
Степа́новы — русские дворянские роды, три из которых принадлежат к древнему дворянству.
В Общий гербовник внесены четыре фамилии Степановых:
1. Степановы, предки которых жалованы были поместьями при великом князе Василии Иоанновиче (1505—1533) (Герб. IV, 68).
2. Потомство Данилы Степанова, верстанного поместным окладом в 1617 году (Герб. VI, 46).
3. Потомство Григория Захарова, показанного по разборной книге в 1680 г. (Герб. XII, 105).
4. Василий Афанасьевич Степанов, утверждённый в дворянстве в 1880 г. (Герб. XIII, 127)[1].

Степановы первой фамилии принадлежали к древнему дворянству Калужской губернии, где в Мещовском уезде им принадлежала большая усадьба Павлищев Бор. Этот род представляют, среди прочих, губернаторы Александр Петрович и Платон Викторович Степановы.
При великом князе Василии Ивановиче Степановы пожалованы поместьями в Хопру (Саратовская губерния), которая принадлежала им до революции. Василий Степанов, новгородский думный дьяк, был казнён Иваном Грозным в 1570 году и внесён в его синодик опальных людей.
В 1573 году опричниками Ивана Грозного являлись: Безсон Игнатьевич, Беляй, Борис, Василий, Василий (постельный сторож), Василий (хлебного дворца сторож), Василий, Василий (у государевых лошадей у стряпни), Григорий, Иван, Дмитрий, Дмитрий (стряпчий конюх), Молаш, Петеля Игнатьевич, Савелий, Юшко.
В Боярских книгах имеется упоминание об Степановых-Волынских в 1627—1640 годах.
- Степанов, Иван Мавка Леонтьев сын, сын боярский III статьи по Кашире — упоминается в Тысячной книге 1550 года.
- Степанов, Михалец Тимофеев сын (ум. 1582), отец царевны Федосии Михайловны.
- Степанов Никифор Иванович — воевода в Ядрине в 1614 г.
- Степанов Фёдор — дьяк, воевода в Казани в 1627—1629 г., в Астрахани в 1632—1635 г.
- Степанов Бажен — дьяк, воевода в Томске в 1629—1631 г.
- Степанов Осип — дьяк, воевода в Якутске в 1649—1652 г. (два раза), принял постриг.
- Степанов Иван — дьяк, воевода в Пскове в 1650—1651 г.
- Степанов Иван — дьяк, воевода в Смоленске в 1654—1655 г.
- Степанов Сила Кондратьевич — воевода в Ковно в 1655—1656 г.
- Степанов Василий — воевода в Ковно в 1656 г.
- Степанов Иван Гаврилович — московский дворянин в 1658—1677 г.
- Степанов Иван — дьяк, воевода в Астрахани в 1663—1666 г.
- Степанов Григорий Силин — московский дворянин в 1671—1677 г.
- Степанов Иван прозвищем Лось — дьяк, воевода в Новгороде-Великом в 1674—1675 г.
- Степанов Андрей — подьячий, воевода в Саранске в 1678—1679 г.
- Степанов Дмитрий — дьяк, воевода на Двине в 1678—1681 г. (два раза).
- Степанов Пётр — воевода в Переславле-Южном в 1693 г.
- Степанов Артемий — дьяк, воевода в Киеве в 1696 г[5].
- Степановы: Василий и Артемий Астафьевичи — дьяки в 1692 г.
- Степанов Пётр Степанович — дьяк в 1692 г.
- Степанов Дмитрий Ларионович — московский дворянин в 1692 г[4].
- Степанов Василий Васильевич — тайный советник, секретарь верховного тайного совета в 1730 г.
- Степанов Ипполит Семёнович — ротмистр, депутат от дворян верейского уезда в комиссию по уложению 1767 года, поссорился с князем Г. Г. Орловым по поводу презрительного отношения Орлова к крестьянам, за сопротивление наказу Екатерины II сослан на Камчатку в Большерецкий острог откуда бежал в 1771 году и задержан за границей губернатором Макао, содержался в тюрьме, где, по-видимому, и умер.
- Степанов Александр Петрович (1781—1837) — участник суворовского похода в Италию в 1799 г., впоследствии действительный статский советник, губернатор енисейский (1822—1831) и саратовский (1836—1837), литератор, автор романа Постоялый двор и других. Знакомый М. И. Глинки и Карла Брюлова.
- Степанов — подпоручик лейб-гренадёрского полка, погиб в сражении при Бородино в 1812 г., его имя занесено на стену храма Христа Спасителя в г. Москва[1].
- Степанов Пётр Александрович — генерал-лейтенант, царскосельский комендант в 1872 г[6][7].

## Описание гербов

#### Герб. Часть. IV. № 68
Щит разделён с правого верхнего к левому нижнему углу на два поля — серебряное и красное, из коих в верхней части диагонально изображены три голубые полосы. На обоих полях стоит лев, обращённый в левую сторону, и держит передними лапами две полосы.
Щит увенчан дворянскими шлемом и короной с тремя страусовыми перьями. Намёт на щите красный, подложен серебром. Герб внесён в Общий гербовник дворянских родов Российской империи, часть 4.

#### Герб. Часть VI. № 46.
Герб потомства Данилы Степанова: щит разделён горизонтально на две части, из которых в верхней части, в золотом поле, изображён чёрный одноглавый орёл с распростёртыми крыльями. В нижней части, в голубом поле, серебряный олень, бегущий в правую сторону. Щит увенчан дворянским шлемом с дворянской на нём короной и тремя страусовыми перьями. Намёт: голубой подложен золотом.

#### Герб. Часть XII. № 105.
Герб Степановых, обращённых в первобытное дворянской состояние, Высочайшим указом (11 декабря 1796): в золотом щите, вертикально, голубой бердыш, повёрнутый вправо, между двух чёрных ядер. Щит увенчан дворянским коронованным шлемом. Нашлемник: рука в чёрном одеянии с голубым обшлагом, вытянутая вверх, держит чёрное ядро. Намёт: справа — голубой с золотом, слева — чёрный с золотом.

#### Герб. Часть XIII № 127.
Герб тайного советника Василия Степанова: в красном поле щите золотая книга. Над щитом дворянский коронованный шлем. Нашлемник: встающий серебряный единорог с красными глазами, языком, рогом и копытами. Намёт: справа — красный с золотом, слева — красный с серебром. Девиз: <<SUUM CUIQUE>> золотыми буквами на красной ленте

#### Герб. Часть XVI. № 134.
Герб коллежского советника Василия Степанова: в голубом щите, в золотом гнезде серебряный пеликан с красными глазами и клювом, питает своей кровью двух серебряных птенцов. В серебряной главе щита, в ряд, три чёрных мальтийских креста. Над щитом дворянский коронованный шлем. Нашлемник: встающий вправо олень натурального цвета с красными глазами и языком. Шея оленя справа пронзена насквозь золотой стрелой. Намёт: справа голубой, слева чёрный, подложен серебром.